# Makkovik
Makkovik (Inuit : Maquuvik) est un village situé à l'est du Labrador, dans la partie continentale de la province de Terre-Neuve-et-Labrador au Canada. Il avait une population de 377 personnes en 2016.
La population est principalement composée de résidents d'origine mixte norvégienne et inuite.
Makkovik fait partie de la zone des revendications territoriales des Inuits du Labrador et est supervisé par le gouvernement du Nunatsiavut.

## Histoire
Établie par Torsten Kverna Andersen et sa femme Mary Ann Thomas qui y bâtirent un poste de traite pour la Compagnie de la baie d'Hudson en 1860, la population augmenta graduellement au cours des trois décennies suivantes alors que des colons européens et Inuits prirent racines dans la communauté, bien que ce territoire ait été utilisé par les Inuits depuis des temps immémoriaux.
La colonisation fut assurée en 1896 quand l'Église morave y établit une mission et un pensionnat. La mission et l'école furent détruits par un incendie en 1948 mais l'économie reprit dans les années 1950 grâce à deux événements notables. Premièrement, il y eut le déménagement forcé à Makkovik de 150 Inuits des communautés nordiques de Nutak et Hebron. Deuxièmement, il y eut l'établissement à proximité de la station de radar d'alerte du gouvernement des États-Unis.
Makkovik a été incorporée en municipalité (Town) en vertu de la loi sur les conseils communautaires le 26 mars 1970.

## Géographie

### Situation

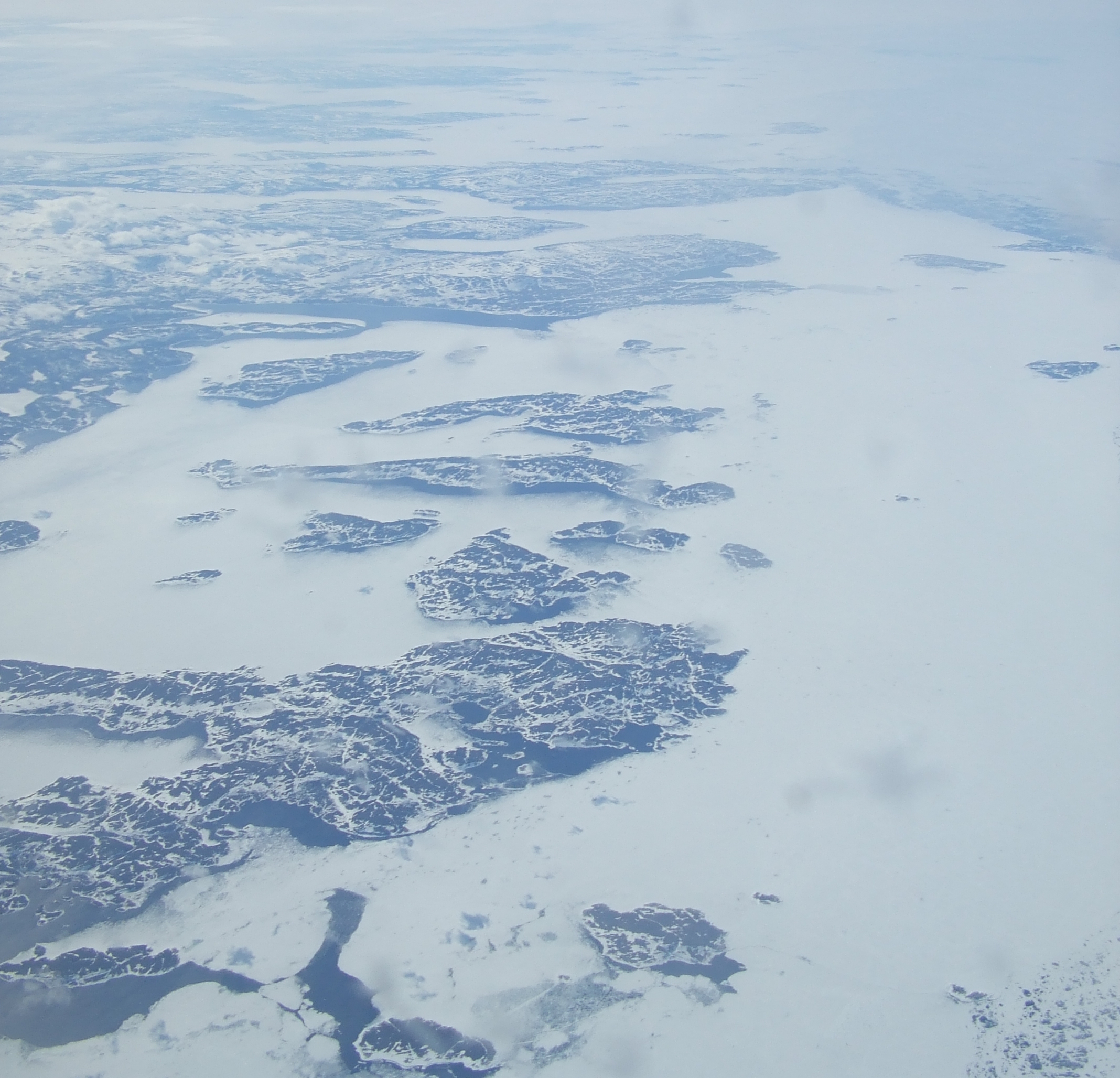
Îles de la côte du Labrador au sud de Makkovik.

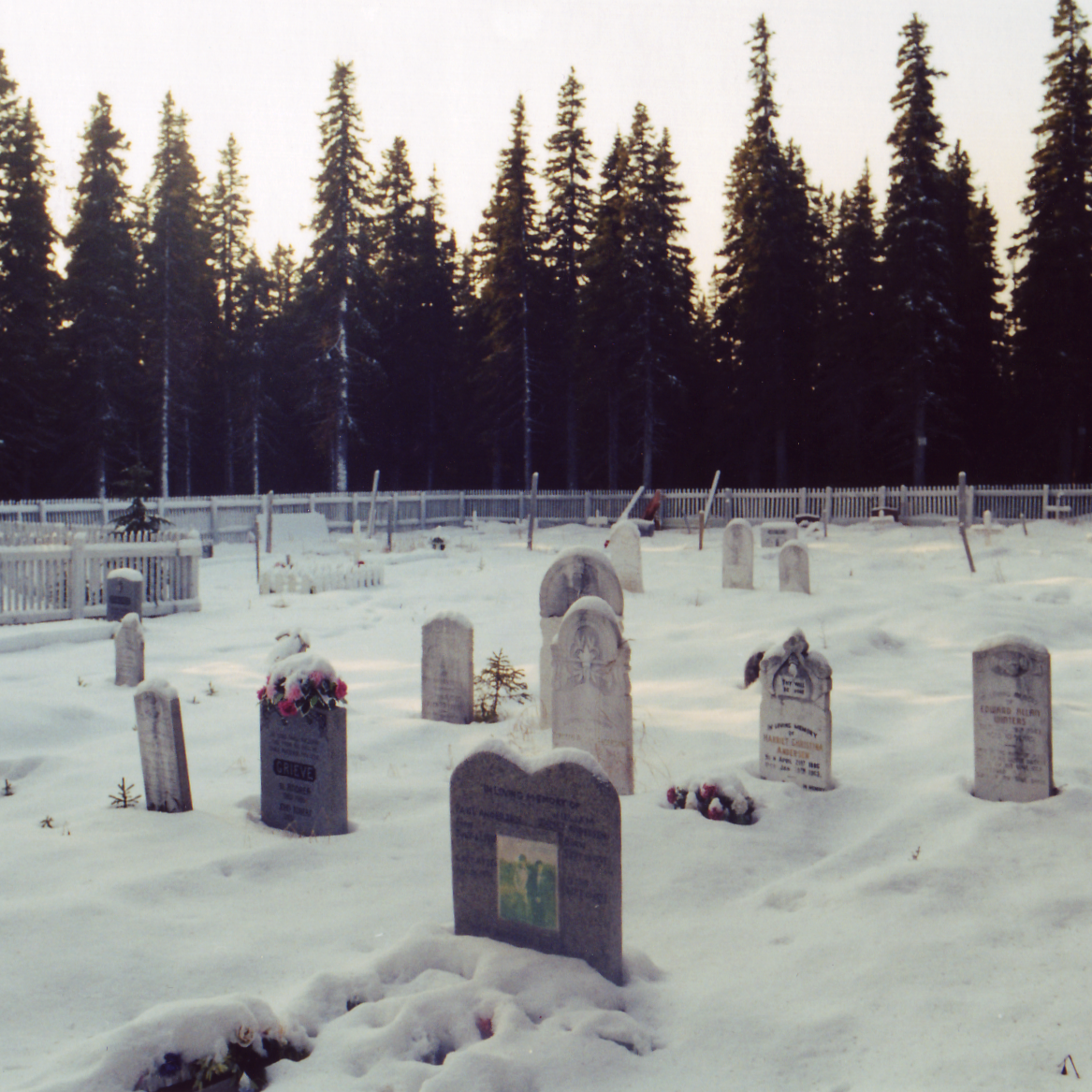
Cimetière de Makkovik.

La communauté de Makkovik se trouve au bout d'une péninsule dans l'est du Labrador, à environ 215 km au nord-est de Happy Valley-Goose Bay et à une vingtaine de kilomètres des îles Adlavik.
La communauté est située sur une baie abritée en selle entre deux collines. À l'abri de la colline la plus septentrionale se trouve un grand bosquet d'épinettes noires, ce qui est remarquable compte tenu de la rareté du couvert arboré sur des kilomètres à la ronde. De nos jours connu sous le nom de bois morave, il abrite un petit cimetière au centre.

### Géologie
La communauté est située dans la Province de Makkovik, une ceinture d'accrétion paléoprotérozoïque qui est la plus petite composante tectonique définie du bouclier canadien. La Province de Makkovik est séparée de la Province de Nain au nord par la zone de cisaillement de Kanairiktok et de la Province de Grenville au sud par le front de Grenville (en), qui marque la limite nord de la très étendue déformation grenvillienne. Avant l'ouverture de la mer du Labrador, la province de Makkovik était adjacente à la ceinture orogénique ketilidienne (en) qui fait actuellement partie du sud-ouest du Groenland.

### Climat
Comme la plupart des endroits du Labrador, Makkovik a un climat subarctique (Köppen Dfc) avec des étés courts et doux et des hivers très froids. Le climat est proche d'un climat polaire (Köppen ET), ce qui crée la limite des arbres la plus au sud de l'hémisphère nord sur la côte adjacente. La toundra la plus au sud se trouve en fait toujours dans une zone de pergélisol discontinu plutôt que dans la zone continue beaucoup plus typique.
Cependant, typiquement pour sa région mais inhabituellement pour les régions subarctiques en général, les précipitations sont élevées avec un minimum dans les mois de printemps de mars à mai. Ces précipitations élevées et ces étés frais sont dus à la puissante influence de la dépression d'Islande et du courant du Labrador situés au large, et donnent de très fortes chutes de neige de 411,6 cm par an avec une couverture maximale moyenne de 69 cm en mars et avril. La plus grande épaisseur de neige a été de 152 cm le 17 avril 1997. Contrairement à la plupart des endroits au climat subarctique prononcé, Makkovik a un décalage saisonnier prononcé, août étant beaucoup plus chaud que juillet et septembre en moyenne légèrement plus chaud que juin.
| Mois                                  | jan.     | fév.     | mars       | avril    | mai      | juin      | jui.      | août      | sep.      | oct.       | nov.     | déc.       | année     |
| ------------------------------------- | -------- | -------- | ---------- | -------- | -------- | --------- | --------- | --------- | --------- | ---------- | -------- | ---------- | --------- |
| Température minimale moyenne (°C)     | −20,8    | −20,7    | −15        | −6,8     | −1,2     | 3,1       | 6,7       | 7,9       | 4,7       | −0,1       | −6,7     | −14,5      | −5,3      |
| Température moyenne (°C)              | −16,7    | −16,5    | −10,6      | −3,1     | 2,8      | 7,8       | 11,6      | 12,6      | 8,6       | 2,8        | −3,9     | −11        | −1,3      |
| Température maximale moyenne (°C)     | −12,6    | −12,1    | −6,2       | 0,5      | 6,8      | 12,5      | 16,5      | 17,2      | 12,4      | 5,7        | −1,1     | −7,5       | 2,7       |
| Record de froid (°C) date du record   | −37 1993 | −37 1990 | −32,5 1986 | −25 1994 | −14 1992 | −3,5 1990 | −1 1991   | 0 1993    | −3,5 1996 | −15,5 1986 | −22 1986 | −33,5 1989 | −37 1990  |
| Record de chaleur (°C) date du record | 12 1986  | 10 1996  | 13 1999    | 14 1996  | 28 2001  | 34,5 1999 | 33,5 2000 | 34,5 2000 | 29 1996   | 18,5 1999  | 16 1996  | 14 2001    | 34,5 2000 |
| Précipitations (mm)                   | 72,6     | 75,1     | 72,9       | 61,8     | 52       | 94        | 101       | 97,6      | 91,9      | 91,6       | 84,1     | 83,9       | 978,5     |
| dont neige (cm)                       | 67,5     | 73,6     | 64         | 41,8     | 16,5     | 8,7       | 0,1       | 0         | 1,3       | 16,4       | 54,8     | 66,9       | 411,6     |
| Nombre de jours avec précipitations   | 14,1     | 12,4     | 14,1       | 13       | 12,7     | 16,4      | 16,7      | 16,4      | 17        | 16,4       | 15,7     | 14,9       | 179,8     |
| Nombre de jours avec neige            | 13,9     | 12,1     | 13,2       | 9,8      | 5,2      | 2,8       | 0,05      | 0         | 0,35      | 5,8        | 12,6     | 13,6       | 89,4      |

| Diagramme climatique                                  |                |             |             |           |           |            |             |             |             |              |               |
| J                                                     | F              | M           | A           | M         | J         | J          | A           | S           | O           | N            | D             |
| −12,6−20,872,6                                        | −12,1−20,775,1 | −6,2−1572,9 | 0,5−6,861,8 | 6,8−1,252 | 12,53,194 | 16,56,7101 | 17,27,997,6 | 12,44,791,9 | 5,7−0,191,6 | −1,1−6,784,1 | −7,5−14,583,9 |
| Moyennes : • Temp. maxi et mini °C • Précipitation mm |                |             |             |           |           |            |             |             |             |              |               |

## Démographie
Le village comptait 377 habitants en 2016 contre 361 habitants en 2011.

### Ethnicité
Selon le recensement de 2016, 84% des habitants s'identifiaient comme Inuits (répartis environ à moitié entre ascendance autochtone unique et mixte), 3% des habitants comme Métis et 13% des habitants comme non autochtones principalement d'origine européenne.

## Transports
Aucune route ne relie Makkovik au reste du Labrador et du Canada.
L'aéroport de Makkovik, un petit aéroport public, relie la région à de petites collectivités de Terre-Neuve-et-Labrador et des connexions au-delà sont établies via l'aéroport de Goose Bay.
Entre la mi-juin et la mi-novembre (sous réserve des conditions de glace), le traversier MV Kamutik W en service depuis juin 2019 (a remplacé le MV Northern Ranger qui a cessé son service fin 2018) exploité par le gouvernement de Terre-Neuve-et-Labrador fournit un service hebdomadaire à partir de Goose Bay le long de la côte atlantique, avec des arrêts à Rigolet, Makkovik, Postville, Hopedale et Natuashish. Nain est l'arrêt le plus au nord sur la route ; le traversier reste amarré à Nain pendant environ trois heures avant de reprendre sa route vers le sud.
De petits bateaux sont utilisés pour accéder aux zones voisines par l'eau.
Les voyages en hiver se font en motoneige.

## Services

### Sécurité

#### Gendarmerie
Les services de police à Makkovik sont assurés par la Gendarmerie royale du Canada, qui compte un détachement dans le village.

#### Pompiers
Makkovik dispose d'un petit service d'incendie et de sauvetage,.

### Santé
Il n'y a pas d'hôpital situé à Makkovik et seuls les services médicaux de base sont fournis par la Makkovik Community Clinic. 
La clinique est exploitée par la Labrador-Grenfell Health Authority. Elle dispose de salles d'examen clinique, une salle d'attente pour les patients, une salle d'urgence, un équipement de base et stocke un approvisionnement en médicaments essentiels. Les soins sont fournis par deux infirmières autorisées qui ont un champ de pratique élargi et consultent un médecin au centre de référence le plus proche au besoin. Un médecin visite le village régulièrement pour compléter les soins fournis dans la clinique. Un dentiste exerce à Hopedale.
Les soins avancés exigent que les patients soient transportés hors du village par services médicaux aériens vers l'hôpital le plus proche situé à Happy Valley-Goose Bay.

### Éducation
La John Christian Erhardt Memorial (40 Laura's Lane), avec des classes de la maternelle à la 12e année, est le seul établissement scolaire à Makkovik.

### Poste
Postes Canada a un bureau de poste (16 Seaview Crescent) situé dans le village.

## Gouvernement local
La communauté est dirigée par un conseil de six membres élu tous les quatre ans composé d'un maire (ou Angajukĸâk), d'un maire adjoint (Deputy Angajukĸâk) et de quatre conseillers. L'Angajukĸâk est Barry Andersen et le Deputy Angajukĸâk est Bernie Andersen depuis l'élection tenue en septembre 2018.
Le conseil municipal a officiellement changé son nom de « Conseil municipal de Makkovik » (Makkovik Town Council) en « Gouvernement communautaire Inuit de Makkovik » (Makkovik Inuit Community Government) en octobre 2006. Le gouvernement communautaire Inuit de Makkovik se réunit une fois par mois.

## Industrie
La principale activité économique est la pêche (crabe des neiges) avec une coopérative.

## Site radar de l'United States Air Force
Pendant trois ans, à la fin des années 1950, l'United States Air Force a exploité le site radar habité Cape Makkovik AN/FPS-14 situé à environ 15 kilomètres au nord de Makkovik (55° 13′ 30″ N, 59° 08′ 45″ O). Il a été construit entre 1955 et 1957 et a fonctionné jusqu'en 1961, puis démantelé plus tard dans la décennie. Il s'agissait d'un site radar complémentaire « gap filler » faisant partie de la ligne Pinetree, mis en place pour surveiller le ciel des avions s'approchant du nord.